# Sericosoma chilense
Sericosoma chilense är en tvåvingeart som beskrevs av Hall 1976. Sericosoma chilense ingår i släktet Sericosoma och familjen svävflugor. Inga underarter finns listade i Catalogue of Life.